# Il caso del testamento mancante
Il racconto Il caso del testamento mancante è incluso in Poirot indaga, la prima raccolta di racconti di  Agatha Christie  con protagonista il piccolo e geniale investigatore belga Hercule Poirot, pubblicato per la prima volta nel Regno Unito nel 1924

## Trama
Poirot riceve un'insolita richiesta di aiuto da parte della signorina Violet Marsh. La donna è rimasta orfana a quattordici anni e pertanto è andata a vivere in una grande fattoria nel Devon con suo zio Andrew, da poco tornato dall'Australia, dove ha fatto fortuna. L'uomo aveva delle idee antiquate per quanto riguardava l'educazione femminile e non voleva che la nipote affinasse le sue capacità intellettive leggendo. Violet si era, ovviamente, ribellata a queste imposizioni ed era riuscita a farsi iscrivere al Girton College nove anni prima. La ragazza e lo zio Andrew avevano comunque mantenuto dei rapporti cordiali, e il vecchio era morto un mese prima lasciando un testamento con una clausola inusuale. Il documento porta la data del 25 marzo e l'ora delle 11 mattutine. Marsh voleva che la sua “intelligentissima” nipote si trasferisse per un anno nella fattoria per riuscire a dimostrare “le sue abilità”. Se allo scadere dei dodici mesi la ragazza non avrà mostrato le sue capacità, l'eredità andrà di diritto a degli istituti benefici e Violet non avrà nulla. Sia la ragazza che Poirot sono convinti che ci sia un altro testamento nascosto da qualche parte o una somma di denaro da trovare, e accetta il caso. Una volta nel Devon, Poirot e Hastings conoscono i signori Baker, il maggiordomo e la cameriera del signor Marsh. I due dicono all'investigatore di aver firmato due testamenti, dato che il padrone aveva detto loro che aveva commesso un errore nel primo e per questo ne aveva scritto un altro. Subito dopo averli fatti firmare Marsh se ne era andato a pagare i registri dell'associazione commercianti senza dire null'altro. Dando un'occhiata alla casa, Poirot ha modo di apprezzare l'ordine e la metodicità del defunto Andrew – a parte un particolare: la chiave di una scrivania non è attaccata ad un'etichetta pulita, ma ad una busta sporca. L'investigatore parla con degli operai che hanno creato una cavità segreta in un muro dietro ordine di Marsh ma non ci trovano niente dentro. Dopo questa disfatta, Poirot si dichiara battuto e si appresta ad andarsene, quando all'improvviso si ricorda la visita che Marsh ha fatto all'associazione dei commercianti dopo la firma del testamento. L'investigatore rientra quindi nella casa, e posiziona la busta aperta sopra il fuoco. L'inchiostro invisibile fa apparire un testamento scritto dopo quello che possiede Violet, nel quale Marsh lascia tutto alla nipote. Marsh aveva fatto firmare due testamenti ai Baker per confondere ancora di più le acque, poi li ha fatti firmare il vero testamento scritto sulla busta, che ha attaccato alla chiave e lasciato a giro, in modo da contrastare con il suo ordine metodico – un indizio per la nipote. Secondo Poirot, la signorina Marsh ha provato di essere molto intelligente – ha assunto lui per trovare la soluzione!

## Curiosità
Nella serie con David Suchet questo racconto avrà una trama del tutto differente.

## Edizioni
- Agatha Christie, Il caso del testamento mancante, traduzione di Lidia Lax, collana Oscar Mondadori, Mondadori, 2005,  p. 236, ISBN 88-04-51610-0.